# Gagie House

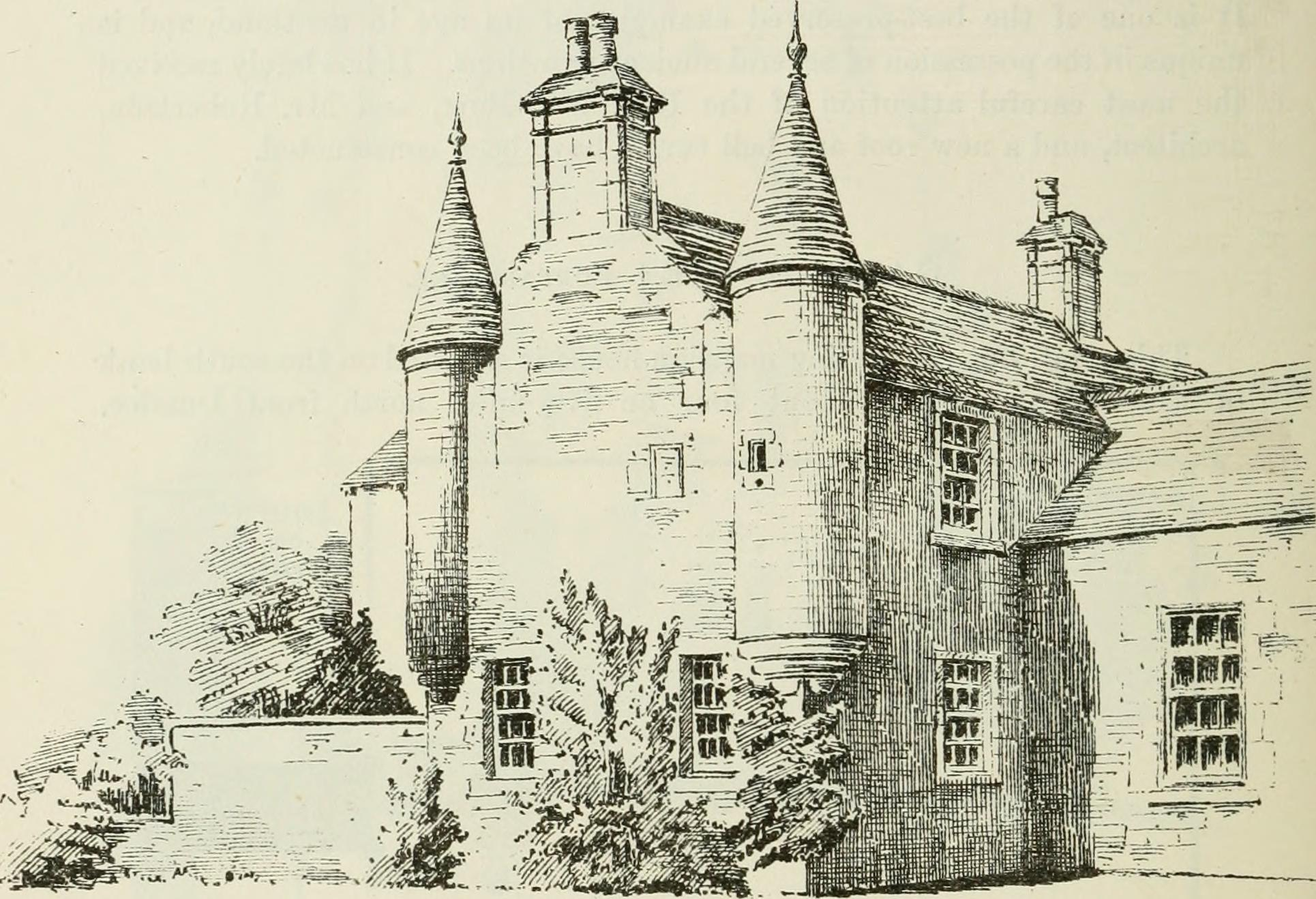
Gagie House

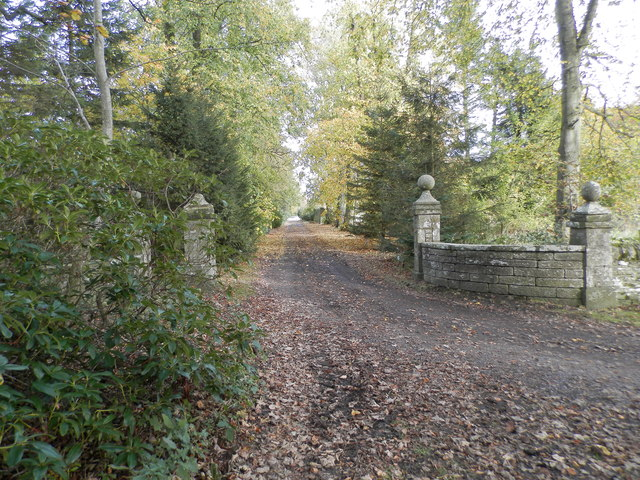
Zufahrt zu Gagie House

Gagie House ist eine Villa nahe der schottischen Ortschaft Wellbank in der Council Area Angus. 1971 wurde das Bauwerk in die schottischen Denkmallisten in der höchsten Denkmalkategorie A aufgenommen. Das zugehörige Sommerhaus ist separat als Kategorie-A-Bauwerk klassifiziert. Zusammen mit weiteren Außenbauwerken bilden beide Gebäude außerdem ein Denkmalensemble der Kategorie A.

## Geschichte
Seit 1610 zählte die Länderei zu den Besitztümern des Clans Guthrie. William Guthrie veranlasste im Jahre 1614 den Bau von Gagie House als festes Haus. Die Baugeschichte von Gagie House ist nur lückenhaft belegt. Im mittleren bis späten 18. Jahrhundert wurde das Gebäude erweitert. Außerdem wurden verschiedene Außengebäude ergänzt, darunter das 1762 errichtete Sommerhaus. Nach einem Brand in den 1890er Jahren wurde der Innenraum 1894 durch James McLaren neu gestaltet. Um 1920 wurde ein Flügel hinzugefügt. In den späten 1970er Jahren wurden verschiedene kleiner Überarbeitungen durch France Smoor ausgeführt. Nach einem Küchenbrand im Jahre 1980 war eine Überarbeitung des Innenraums vonnöten.

## Beschreibung
Gagie House steht rund zwei Kilometer nordwestlich von Wellbank. Es bestehen architektonische Parallelen zu Murroes House und Powrie Castle. Sein Mauerwerk besteht aus Bruchstein vom Sandstein. Die Fassaden sind mit Harl verputzt, wobei Natursteindetails ausgespart sind. An der Nordostfassade kragen zwei Türme mit Kegeldächern aus. Entlang der Fassaden sind die Fenster teils gekuppelt und mit Bekrönungen ausgeführt. Die abschließenden Dächer sind mit grauem Schiefer eingedeckt.